# Nguyễn Cư Nhân
Nguyễn Cư Nhân (chữ Hán: 阮居仁) người xã Ông Lâu, Tổng Lương Xá (nay là thôn Phú Lâu, xã Phú Lương, huyện Lương Tài, tỉnh Bắc Ninh), đỗ Đệ Giáp tam Đồng Tiến sĩ, Khoa thi năm Mậu Dần (1518), làm quan Nhà Mạc tới chức Thượng thư, Chưởng Hàn lâm viện sự, Tước Đạm Hà bá. Cùng Tổng với ông còn có các vị khoa bảng khác như Vũ Giới (chữ Hán: 武玠, 1541-1593), người xã Lương Xá, huyện Thiện Tài, trấn Kinh Bắc (nay là thôn Lương Xá, xã Phú Lương, huyện Lương Tài, Bắc Ninh), đỗ trạng nguyên khoa Đinh Sửu, niên hiệu Sùng Khang thứ 12 (1577) đời Mạc Mậu Hợp. Làm quan qua các chức như Hữu thị lang, Thượng thư Lại bộ; Phạm Quang Tiến, Trạng nguyên khoa thi 1565. Ông đỗ trạng nguyên khoa Đinh Sửu, niên hiệu Sùng Khang thứ 12 (1577) đời Mạc Mậu Hợp. Làm quan qua các chức như Hữu thị lang, Thượng thư Lại bộ; Vũ Kính, từng đỗ Đình nguyên Hoàng giáp, người xã Lương Xá, huyện Thiện Tài, trấn Kinh Bắc (nay là thôn Lương Xá, xã Phú Lương, huyện Lương Tài, Bắc Ninh), cùng làng với Phạm Quang Tiến, trạng nguyên khoa thi 1565. Vũ Kính là thân phụ của Vũ Giới, người đỗ Trạng nguyên khoa Đinh Sửu, niên hiệu Sùng Khang thứ 12 (1577) đời Mạc Mậu Hợp. Làm quan qua các chức như Hữu thị lang, Thượng thư Lại bộ.